# Sociálně demokratická strana Chorvatska
Sociálně demokratická strana Chorvatska (chorvatsky Socijaldemokratska partija Hrvatske, zkráceně SDP) je sociálně demokratická středolevicová strana v Chorvatsku. Vznikla v roce 1990 odštěpením od Svazu komunistů Chorvatska. Je jednou ze dvou největších stran v Chorvatsku.Největším soupeřem je pro stranu dlouhodobě středopravicová HDZ. Nejlepšího volebního výsledku dosáhla v roce 2011, kdy v parlamentních volbách získala 40,4 procenta hlasů. 
Zakladatelem strany byl Ivica Račan, který byl zároveň jejím předsedou v letech 1990-2007. Současným předsedou je od září roku 2024 Siniša Hajdaš Dončić.

## Historie
Strana byla formálně založená 3. listopadu 1990, fakticky ale vznikla už v lednu téhož roku přeměnou Svazu komunistů Chorvatska. Původní název strany byl Strana demokratických změn (Stranka demokratskih promjena). Současný název přijala až v dubnu roku 1993 a o rok později se sloučila s menší Sociálnědemokratickou stranou Chorvatska (Socialdemokratska stranka Hrvatske, zkr. SDH).
V letech 1990-2000 byla v opozici. V roce 2000 kandidovala SDP v koalici s dalšími třemi menšími stranami. Obdržela 38,70 % hlasů a poprvé v její historii se jí tehdy podařilo  zvítězit v hlavních volbách.  Až do roku 2003 pak byla součástí vládní koalice složené z SDP, Chorvatské sociálně liberální strany (HSLS) a dalších čtyřech menších stran. V čele této vlády stál premiér Ivica Račan.  
Následující volby v roce 2003, kde SDP opět kandidovala v koalici s menšími stranami, zvítězila opoziční HDZ v čele s Ivo Sanaderem a sociální demokraté odešli do opozice, kde zůstali i po volbách v roce 2011.  
Poté, co SDP v rámci koalice s názvem Kukuriku Koalicija (koalice Kukuriku) zvítězila se ziskem 40,72 % v parlamentních volbách, konaných 4. prosince 2011, stala se podruhé a prozatím naposledy ve své historii součástí vládní koalice. Koalice Kukuriku měla v parlamentu výraznou nadpoloviční většinu 80 mandátů z celkových 151. V čele vlády stanul tehdejší předseda strany Zoran Milanović a během jejího úřadování se 1. července 2013 Chorvatsko stalo součástí Evropské unie.  
Také ve všech dalších parlamentních volbách kandidovala SDP v koalici s jinými menšími stranami nalevo od středu. V roce 2015 pod hlavičkou Hrvatska raste (Chorvatsko roste), kdy ale neobhájila svůj vysoký výsledek a skončila v opozici. Poté, co v následujícím roce vyslovil chorvatský parlament nedůvěru vládě premiéra Tihomiru Oreškovićovi, se uskutečnily další volby, kdy předvolební koalice pod vedením SDP nesla název Narodna Koalicija (Lidová koalice).   V roce 2020 pak tvořila součást volebního uskupení Restart koalicija (koalice Restart) a o čtyři roky později byla největší stranou v rámci předvolební koalice s názvem Rijeke pravde (Řeky spravedlnosti).   